# بودان يوليهراتش
بودان يوليهراتش (بالتشيكية: Bohdan Ulihrach)‏ هو لاعب كرة مضرب تشيكي.

## وصلات خارجية
- بودان يوليهراتش على موقع رابطة محترفي التنس (الإنجليزية)
- بودان يوليهراتش على موقع الاتحاد الدولي لكرة المضرب (الإنجليزية)
- بودان يوليهراتش على موقع كأس ديفيز (الإنجليزية)
- بودان يوليهراتش على موقع خلاصة التنس.كوم (الإنجليزية)
- بودان يوليهراتش على موقع إي إس بي إن.كوم (الإنجليزية)